# Colette Burgeon
Pour les articles homonymes, voir Burgeon.
Colette R.R. Burgeon est une femme politique belge née à La Hestre (Manage) le 11 février 1957. Elle est la sœur de Willy Burgeon.

## Carrière politique
Elle est élue le 13 octobre 1985 à la Chambre des représentants en tant que députée socialiste de l'arrondissement de Soignies. Elle est alors la plus jeune femme parlementaire élue en Belgique. Réélue en 1988 (47e législature de la Chambre des représentants) et en 1991, elle est à nouveau élue le 21 mai 1995 en tant que députée de la circonscription électorale de Mons-Soignies. Elle conserve sa place en 1999 (50e législature), en 2003 (51e législature, lors de laquelle elle est Secrétaire de la Chambre) et en 2007. Sous cette 52e législature elle occupe successivement les postes de Questeur de la Chambre et de Vice-Présidente de la Chambre avant de retrouver la place de Questeur laissée vacante par le départ de Claude Eerdekens en juin 2009 pour le Parlement wallon. En juin 2010, lors des élections législatives anticipées qui suivent la chute du gouvernement Leterme, elle figure à la 4e place sur la liste PS de la circonscription du Hainaut à la Chambre et obtient son meilleur résultat depuis 1985 en frôlant les 12 000 voix de préférence (11 828 voix). Élue, elle retrouve son poste de Questeur et succède en juillet 2012 à Olivier Maingain à la Présidence de la Questure de la Chambre des représentants.
Au sein de la 52e législature, Colette Burgeon, Deuxième Vice-Présidente de la Chambre, est :
- Membre effective de la Commission de l'Économie, de la Politique scientifique, de l'Éducation, des Institutions scientifiques et culturelles nationales, des Classes moyennes et de l'Agriculture
- Membre effective de la Commission spéciale du Règlement et de la Réforme du Travail parlementaire
- Membre effective du Comité d'avis pour l'Émancipation sociale
- Membre effective de la Commission des Pétitions
- Membre suppléante de la Commission parlementaire de Concertation
- Membre suppléante de la Commission de la Santé publique, de l'Environnement et du Renouveau de la Société
- Membre suppléante de la Commission des Affaires sociales

Au sein de la 53e législature, Colette Burgeon, Présidente de la Questure de la Chambre, est :
- Vice-Présidente de la Commission des Pétitions
- Membre effective de la Commission des Affaires sociales
- Membre effective de la Commission de la Santé publique, de l'Environnement et du Renouveau de la Société
- Membre effective du Comité d'avis pour l’Émancipation sociale
- Membre suppléante de la Commission de l'Économie, de la Politique scientifique, de l'Éducation, des Institutions scientifiques et culturelles nationales, des Classes moyennes et de l'Agriculture
- Membre suppléante de la Commission de l'Infrastructure, des Communications et des Entreprises publiques
- Membre suppléante de la Commission spéciale du Règlement et de la Réforme du Travail parlementaire
- Membre suppléante de la Commission spéciale 'Climat et Développement durable'
- Membre suppléante de la Commission spéciale chargée d'examiner les conditions de sécurité du rail en Belgique à la suite du dramatique accident survenu à Buizingen

Sur le plan communal, Colette Burgeon siège sans interruption au conseil communal de la Ville de La Louvière depuis janvier 1989. Elle devient Chef du groupe PS au conseil communal en février 2006, succédant à Georges Haine devenu Échevin et reste à ce poste durant toute la première mandature de Jacques Gobert comme Bourgmestre de La Louvière entre 2007 et 2012.
Lors du scrutin communal du 14 octobre 2012, elle figure en 41e et dernière place sur la liste PS qu'elle pousse avec la Sénatrice Olga Zrihen (40e). Elle obtient 2080 voix de préférence, soit le deuxième score personnel toutes listes confondues derrière le Bourgmestre sortant PS Jacques Gobert. À l'issue de ce scrutin, celui-ci lui propose la Présidence du CPAS de La Louvière, un poste qu'elle occupe depuis le 3 janvier 2013, ainsi que les compétences échevinales relatives aux associations et aux plates-formes liées à la cohésion sociale.

## Honneurs

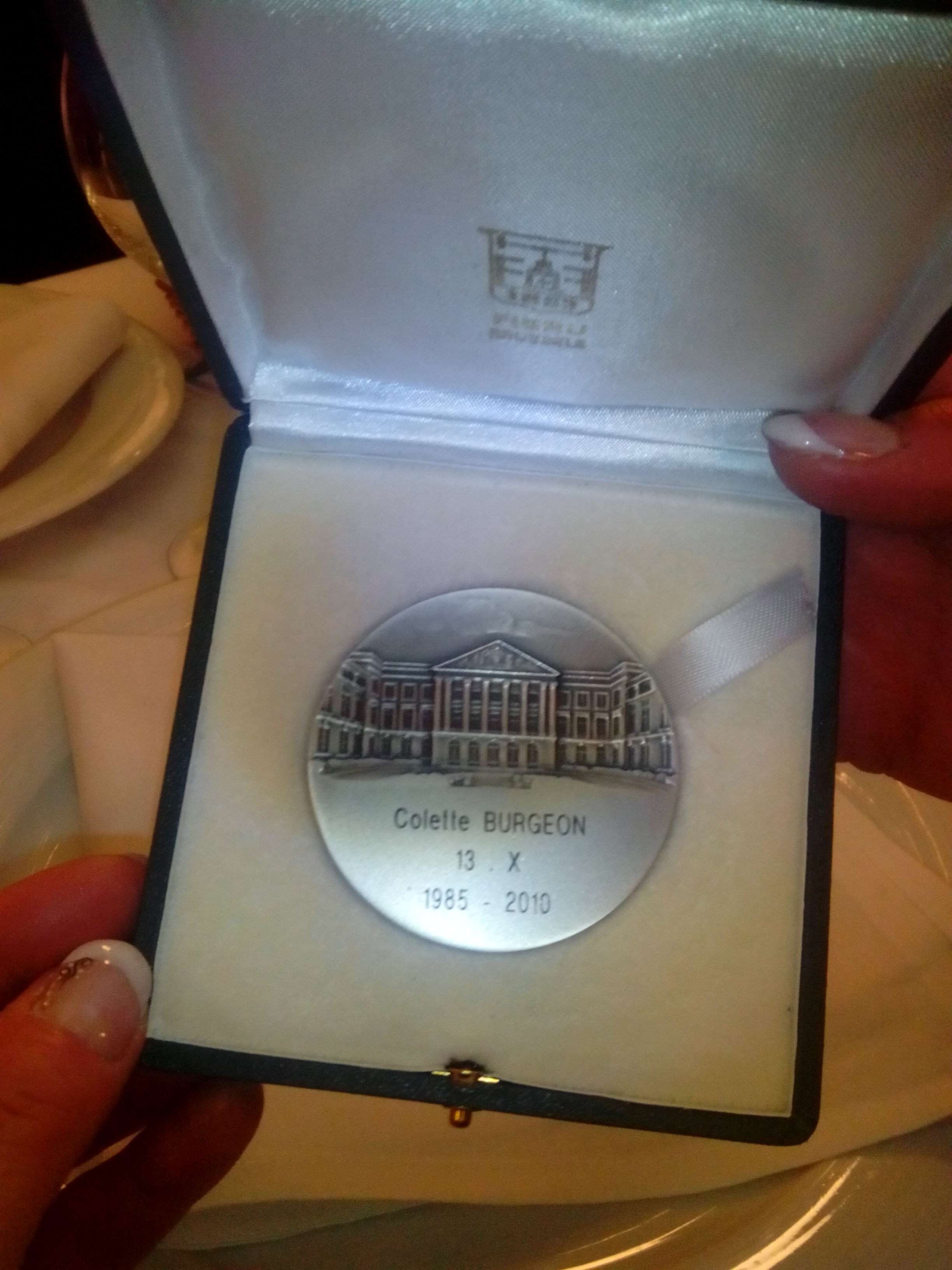
Médaille commémorative des 25 ans de parlementaire de Colette Burgeon

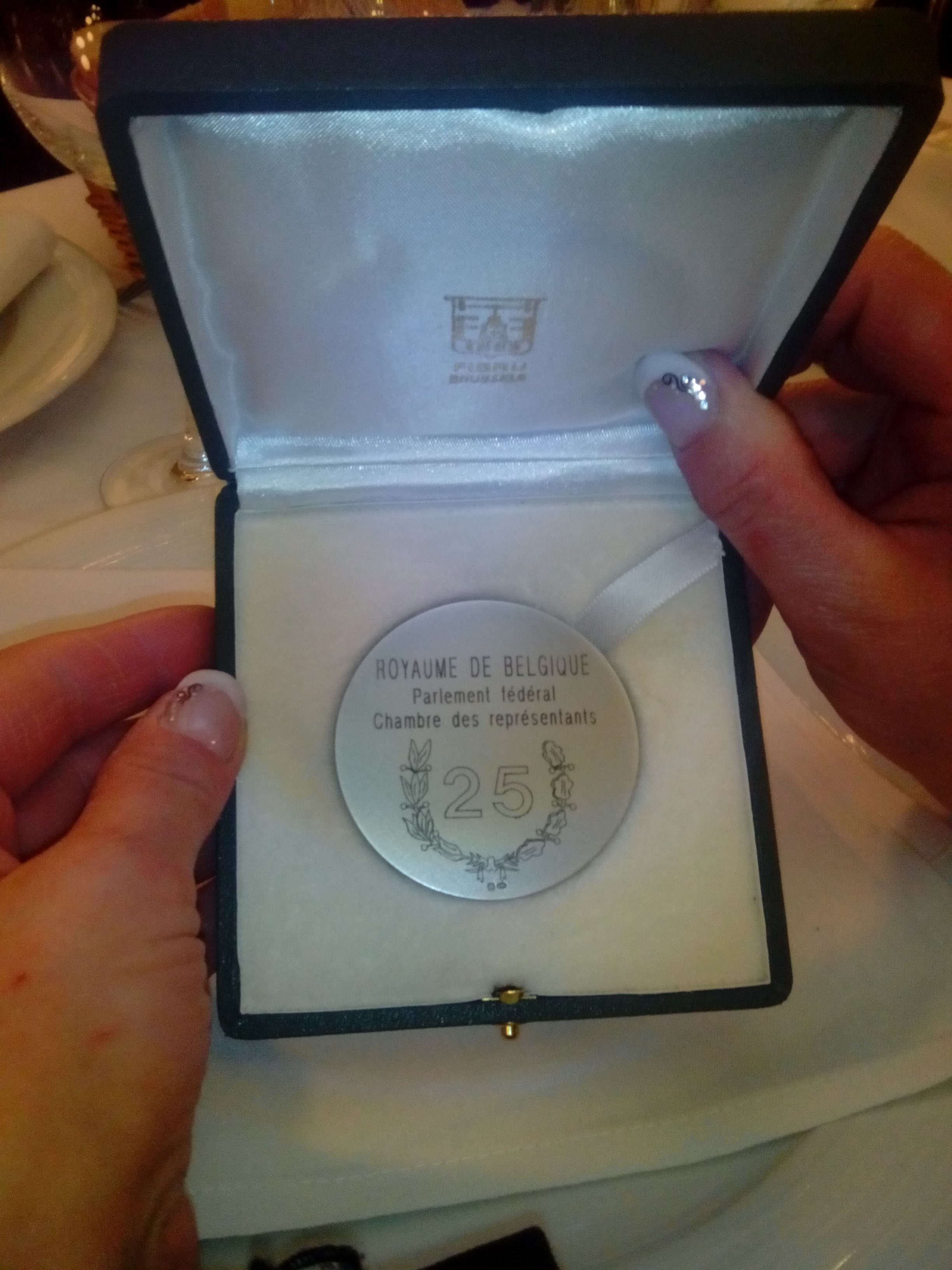
Médaille commémorative des 25 ans de parlementaire de Colette Burgeon

- Chevalier de l'Ordre de Léopold
- Officier de l'Ordre de Léopold
- Commandeur de l'Ordre de Léopold